# Сорочинський ярмарок (монета)
«Соро́чинський я́рмарок» — пам'ятна монета номіналом 5 гривень, випущена Національним банком України. Присвячена Сорочинському ярмарку — справжньому святу торгівлі, оспіваному М. В. Гоголем в одній із повістей циклу «Вечори на хуторі біля Диканьки».
Монету введено в обіг 17 серпня 2005 року. Вона належить до серії «Українська спадщина».

## Опис та характеристики монети
| Номінал грн. | Метал      | Маса, грам | Діаметр, мм. | Якість виготовлення       | Гурт     | Тираж, штук |
| ------------ | ---------- | ---------- | ------------ | ------------------------- | -------- | ----------- |
| 5            | нейзильбер | 16,54      | 35,0         | спеціальний анциркулейтед | рифлений | 60 000      |

### Аверс
На аверсі монети у центрі на тлі українського пейзажу зображено М. В. Гоголя та його літературного героя Рудого Панька, угорі півколом розміщено напис «УКРАЇНА», під ним — малий Державний Герб України, рік карбування монети «20-05» та написи: «5/ ГРИВЕНЬ»; логотип Монетного двору Національного банку України.

### Реверс

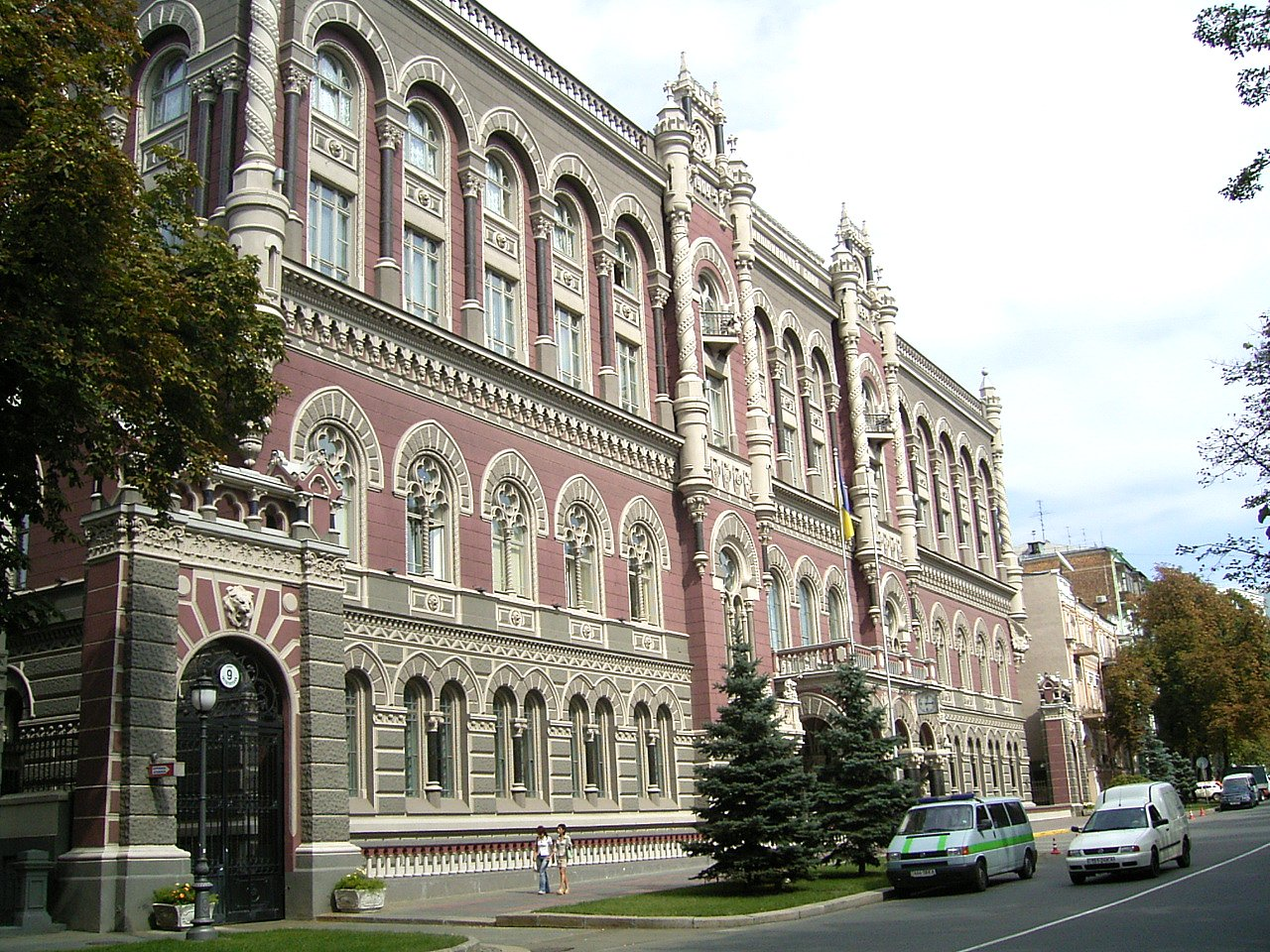
Будівля Національного банку України

На реверсі монети зображено багатофігурну композицію, характерну для сільського ярмарку XIX—XX століть, та угорі півколом розміщено напис «СОРОЧИНСЬКИЙ ЯРМАРОК».

## Автори
- Художник — Кочубей Микола.
- Скульптори: Чайковський Роман, Атаманчук Володимир.

## Вартість монети
Ціна монети — 38 гривень була вказана на сайті Національного банку України у 2016 році.
Фактична приблизна вартість монети з роками змінювалася так:
| Рік        | 2010 | 2011 | 2012 | 2013 | 2014 | 2015 | 2016 | 2017 | 2018 | 2019 | 2020 | 2021 | 2022 | 2023 | 2024 | 2025 |
| ---------- | ---- | ---- | ---- | ---- | ---- | ---- | ---- | ---- | ---- | ---- | ---- | ---- | ---- | ---- | ---- | ---- |
| Ціна, грн. | 25   | 45   | 45   | 45   | 45   | 65   | 85   | 90   | 95   | 95   | 95   | 105  | 125  | 230  | 430  | 430  |